# لوكأوت ماونتن (تينيسي)
لوكأوت ماونتن (بالإنجليزية: Lookout Mountain, Tennessee)‏ هي بلدة تقع بولاية تينيسي في الولايات المتحدة. تبلغ مساحتها 3.3 (كم²)، وترتفع عن سطح البحر 564 م، بلغ عدد سكانها 1832 نسمة في عام 2010 حسب إحصاء مكتب تعداد الولايات المتحدة .

## وصلات خارجية
- http://www.lookoutmountaintn.org/
- The US50 - Cities and Towns in Tennessee State
- Tennessee Cities and Towns, Facts, Map, Flag, Colleges, Government, and More